# Новотроїцька селищна територіальна громада
Новотроїцька селищна громада — територіальна громада в Україні, в Генічеському районі Херсонської області. Адміністративний центр — смт Новотроїцьке.
Площа громади — 2296,3 км², населення — 35 173 мешканці (2020).

## Населені пункти
У складі громади 2 селища (Новотроїцьке, Сиваське) та 42 села:
- Благовіщенка
- Василівка
- Водославка
- Вознесенка
- Воскресенка
- Воскресенське
- Горностаївка
- Громівка
- Двійне
- Дивне
- Дорнбург
- Дружелюбівка
- Заозерне
- Захарівка
- Зелене
- Калинівка
- Катеринівка
- Качкарівка
- Ковильне
- Кривий Ріг
- Лиходідівка
- Маячка
- Метрополь
- Новомиколаївка
- Новомихайлівка
- Новопокровка
- Новорепівка
- Новоукраїнка
- Овер'янівка
- Одрадівка
- Олександрівка
- Перемога
- Подове
- Попелак
- Садове
- Свиридонівка
- Сергіївка
- Сивашівка
- Софіївка
- Федорівка
- Чумацький Шлях
- Ясна Поляна